# Víctor Chamorro
Víctor Chamorro Calzón (Monroy, Cáceres, 29 de agosto de 1939-Plasencia, Cáceres, 9 de mayo de 2022) fue un escritor español.

## Biografía
Licenciado en Derecho por la Universidad de Salamanca, se dedicó a la docencia en el Colegio Libre Adoptado de Hervás (Cáceres) y colegio Destino (Madrid).
En 1963 fue finalista del Premio Planeta con El santo y el demonio, y al año siguiente volvió a ser finalista de este mismo galardón con El adúltero y Dios, aunque en esta ocasión firmó con el pseudónimo de "Vizarco".
Con el título Amores de invierno quedó finalista en el Premio Blasco Ibáñez en 1966. Quedó finalista de los premios Nadal, Planeta, Alfaguara o Ateneo de Sevilla, entre otros. Pero es en 1967, con La venganza de las ratas (con el que gana el prestigioso premio Urriza), cuando se convirtió en best seller, encabezando las listas de ventas por encima de autores como Delibes o los Lapierre y Collins. 
Con El seguro (1968) ganó el Ateneo Jovellanos de novela corta. A Las Hurdes, tierra sin tierra (1969), que Camilo José Cela elogió por su título -que consideró más acertado que el Tierra sin pan de Buñuel-, le seguirá Sin raíces (1971), biografía entusiasta de uno de los personajes más importantes y desconocidos de la historia extremeña: Agustín Sánchez Rodrigo, editor del método Rayas inventado por su amigo Ángel Rodríguez Álvarez. La Guía secreta de Extremadura (1976), Extremadura, afán de miseria (1979) [reeditada en 2022 por la Editorial Jarramplas], Por Cáceres de trecho en trecho (1981), la Historia de Extremadura (1981-1984) en 8 volúmenes, El muerto resucitado (1984) y El pasmo (1987) conforman una primera etapa prolífica en títulos y premios.
Es con El pasmo, editado por Seix Barral en 1987, siendo su director literario Pere Gimferrer, cuando la obra de Chamorro giró su tuerca. Sus personajes ganaron complejidad psicológica y las atmósferas se complican. A Reunión patriótica (1994) y El pequeño Werther (1997) le siguió La hora del barquero (2002), que editó Acantilado como novela ganadora del prestigioso Premio Café Gijón. Poco después publicó Érase una vez Extremadura (2003).
Fue también reseñable su ingente labor periodística, con colaboraciones en Diario 16, El Independiente, ABC o El País. Su artículo Cráteres en la memoria le hizo acreedor del Premio Dionisio Acedo de Periodismo en 1988.
Su obra fue publicada en los catálogos de las editoriales más prestigiosas (Plaza & Janés, Espasa-Calpe, Planeta, Seix Barral, Al Borak o Acantilado, entre otras). Además, redactó guiones para programas de televisión como Esta es mi tierra (TVE) o Extremadura desde el aire (Canal Extremadura TV), así como libros de texto para docencia.
Alejado de cenáculos y grupos mediáticos, tuvo que optar por el camino de la independencia para salvar su obra del cedazo del mercado. Su hija Maite decidió montar la editorial Planteamiento, donde ha publicado Guía de bastardos (2007), Los alumbrados (2008), Pasión extremeña en 13 actos (2009) y Calostros (2010). Escribió también la obra de teatro 25 de marzo de 1936 sobre la masiva ocupación de tierras por parte de campesinos extremeños que se representó en numerosas localidades de Extremadura entre 2018 y 2021 y que puede verse íntegra en YouTube.
Residente en Hervás (Cáceres), recibió la Medalla de Extremadura en el año 2012.
Falleció en Plasencia (Cáceres), el 9 de mayo de 2022. 
Con motivo de su muerte el programa El lince con botas (Libre Producciones) le dedicó un programa que se emitió en Canal Extremadura en el que recoje su vida y obra